# Scott Melville
Scott Melville (n. 4 de agosto de 1966 en Fort Ord, California, Estados Unidos) es un exjugador de tenis estadounidense que conquistó 9 títulos de dobles en su carrera.

## Finales de Grand Slam

### Finalista Dobles (1)
| Año  | Torneo    | Pareja     | Oponentes en la final          | Resultado         |
| 1995 | Wimbledon | Rick Leach | Todd Woodbridge Mark Woodforde | 5-7 6-7(8) 6-7(5) |